# Aisch (rzeka)
Aisch – rzeka w Niemczech w dorzeczu Renu; dopływ Regnitz o długości około 84 km.